# Pascale Montpetit
Pour les articles homonymes, voir Montpetit.
 (juin 2018).
Si vous disposez d'ouvrages ou d'articles de référence ou si vous connaissez des sites web de qualité traitant du thème abordé ici, merci de compléter l'article en donnant les références utiles à sa vérifiabilité et en les liant à la section « Notes et références ».
 (juin 2018).
Pascale Montpetit est une comédienne québécoise née à Montréal le 28 juillet 1960.
Elle remporte des prix au cinéma (Jutra et Génie), à la télévision (Gémeaux et MetroStar) et au théâtre (Prix Roux-Gascon) ainsi que le prix Jan-Doat du Conservatoire d'art dramatique de Montréal en 1985.

## Biographie
Pascale Montpetit est diplômée du Conservatoire d'art dramatique de Montréal, promotion 1985. Elle signe pendant un an une chronique hebdomadaire (en français) dans le journal The Gazette. Elle est nommée Artiste pour la paix en 2010 et porte-parole de La journée mondiale du livre et du droit d'auteur en 2017. Au cours de l'année 2021-2022, elle participe comme co-animatrice à plusieurs épisodes de l'émission de radio Réfléchir à voix haute animée par Jean-Philippe Pleau sur les ondes de Radio-Canada. Elle a enseigné à l'École nationale de théâtre du Canada et donné des ateliers à l'Union nationale des écrivains du Québec. Elle est lauréate du prix de la Société de développement des périodiques culturels en 2022 pour Où es-tu ? un portrait de Serge Bouchard dans la revue L'inconvénient no 87.
Elle est la petite-fille de Maximilien Caron, avocat et professeur à l'Université de Montréal dont l'édifice de sa Faculté de droit porte son nom.

## Filmographie

### Cinéma
- 1990 : H : Michèle
- 1994 : C'était le 12 du 12 et Chili avait les blues : serveuse du snackbar
- 1994 : Soho : Soho
- 1995 : Eldorado : Henriette[6]
- 1995 : Eclipse (en) : Sylvie
- 1997 : La Bombe au chocolat : Anne
- 1997 : L'Incompris : Isabelle
- 1997 : Viens dehors :
- 1998 : Le Cœur au poing : Louise[7]
- 1999 : La Petite Histoire d'un homme sans histoire : femme de ménage
- 1999 : La Position de l'escargot : Madelaine
- 2000 : La Beauté de Pandore
- 2000 : L'Invention de l'amour : Charlotte
- 2002 : Ceci n'est pas Einstein : ONF
- 2002 : La la la l'amour : Narratrice (VF)
- 2002 : Moïse : L'Affaire Roch Thériault (Savage Messiah) : Marie-Claude
- 2002 : Katryn's Place : Katryn
- 2002 : La Dernière voix : narratrice (voix)
- 2002 : The Baroness and the Pig : Model
- 2004 : Folle Embellie : Henriette
- 2004 : Comment conquérir l'Amérique
- 2004 : Geraldine's Fortune (en) : Diede Murphy
- 2008 : Champlain retracé  : ONF
- 2009 : Tromper le silence : Pauline
- 2010 : The Girl in the White Coat : Élise[8]
- 2011 : Coteau rouge d'André Forcier : Raymonde
- 2015 : Embrasse-moi comme tu m'aimes : Irma
- 2018 : Forêt noire (court métrage) : Caroline Chartrand
- 2023 : L'Ouragan F.Y.T. : Monique
- 2024 : Ababouiné d'André Forcier : Délima Paquette

### Télévision
- 1983 : Poivre et Sel : Michèle
- 1983 : Le Parc des braves : Lisette Couture
- 1989 : Charamoule
- 1992 : Avec un grand A : Line Royer
- 1993 : Sous un ciel variable : Mireille Tanguay
- 1993 : Aller simple pour Hollywood  : Lorraine Thériault
- 1993 : Blanche : Marie-Louise Larouche
- 1994 : Chambres en ville : Catherine Dumoulin (saison 6)
- 1995 : Parents malgré tout : Marie-Michèle
- 1996 : Marguerite Volant : Jeanne Letellier
- 1996 : L'incompris  : Élizabeth
- 1997 : Capsules humoristiques  : 20 personnages auteurs Yves P. Pelletier , René Brisebois
- 1997 : Diva : Leslie Derome
- 1997 : Maman chérie : Suzie Prince
- 1997 : Le Masque : Charlie Vezina
- 1998 : Réseaux : Janie Dufour
- 1998 : Un gars, une fille (2 épisodes) : Josèphe
- 1999 : Histoires de filles : Sophie Bérubé[9]
- 1999 : Dans une galaxie près de chez vous : Mirabella Romario (1999)
- 2001 : Mon meilleur ennemi : Franny Anderson
- 2001 : Varian Fry, un héros oublié (en) (Varian's War) (téléfilm) : Mme Joubert
- 2002 : Course à la cigogne (The Stork Derby) (téléfilm) : Vivianne Kennelly[10]
- 2003 : Choice: The Henry Morgentaler Story
- 2004 : Lance et compte : La Reconquête : psychologue de Marc
- 2004 :  Temps dur : Marie Leblanc
- 2005 : Détect.inc.
- 2005 : Cover Girl : Adam / Michou
- 2005 - 2007 : Histoires de filles : Sophie Bérubé[9]
- 2006 : François en série : Simone
- 2006 : Pure laine : Nykol
- 2006 : Tout sur moi : elle-même
- 2007 - 2013 : Destinées : Louise Ferland
- 2007  : Les Boys : Josianne
- 2009 - 2012: Trauma : Diane Hevey
- 2010 - 2013: Tactik : Marie Maude Morand
- 2014 - 2015 : 30 vies : Lorraine Gamache
- 2015 : Les Argonautes : Gougounos
- 2016 : Lourd : Janita
- 2016 - 2022 : District 31  : Sonia Blanchard, procureure
- 2019 - 2020 : Toute la vie : Mme Tremblay
- 2022 : Cerebrum : Carole Laflèche
- 2022 : Un lien familial : Dre Bédard
- 2024 : Bête noire (saison 2) : Jacinthe Lebel

### Anecdote
- 2009, Pascale Montpetit apparait en entrevue dans le film La dérive douce d'un enfant de Petit-Goâve[11] du réalisateur Pedro Ruiz, documentaire racontant le parcours de l'écrivain haïtien Dany Laferrière.

## Théâtre
- 2023  Docteure : Robert Icke ,Théâtre Duceppe
- 2016 : Le Joker, Larry Tremblay  théâtre de Quat'sous
- 2010-2015 : Poésie, sandwich et autres soirs qui penchent
- 2015 : Moi, dans les ruines rouges du siècle :  Olivier Kemeid  Théâtre de Quat'sous et tournée
- 2014 : L'architecture de la paix :  Evelyne de la Chenelière Espace Go
- 2013 : Le murmure du coquelicot Sébastien Soldevilla  TNM
- 2013 :  Furieux et désespérés Olivier Kemeid  Centre du théâtre d'aujourd'hui
- 2012 : La démesure d'une 32 A : Clémence Desrochers  Espace Go
- 2012 : L'histoire du roi Lear : Shakespeare  TNM
- 2010 : Et Vian dans la gueule   Boris Vian TNM
- 2009 : La Charge de l'orignal épormyable  Claude Gauvreau TNM
- 2008 : L'Imprésario de Smyrne  Carlo Goldoni TNM
- 2007-2008 : Toc toc  Laurent Baffie Juste pour rire
- 2006-2007 : Le Malade imaginaire Molière TNM[12]
- 2004 : La Fausse Suivante   Marivaux TNM
- 2002 : Quelqu'un va venir  Jon Fosse  Théâtre Ubu
- 1999 : Marie Stuart Dacia Maraini    TNM
- 1998 : Le temple des mots Nouveau théâtre expérimental
- 1998 : Les oranges sont vertes  Claude Gauvreau TNM[13],[14]
- 1996 : Les Amours :  Jean-Pierre Ronfard Nouveau théâtre expérimental
- 1995 : Le bourgeois gentilhomme de Molière Juste pour rire
- 1995 : Le temps et la chambre de Botho Strauss TNM[15]
- 1994 : La mouette de Tchekhov Théâtre du rideau vert
- 1994 : Le Père de Ibsen, Compagnie Jean-Duceppe
- 1993 : Roberto Zucco de Bernard-Marie Koltès Théâtre Ubu, Festival de théâtre des Amériques, NCT
- 1993 : Le Temps des lilas Marcel Dubé  Théâtre du rideau vert
- 1992-1993 : Il n'y a plus rien, L'homme qui n'avait plus d'amis de Robert Gravel, Nouveau théâtre expérimental
- 1992 : Premières de classe Colleen Dockery traduction Michel Tremblay Théâtre de la Marjolaine
- 1992 : Conte d'hiver 70  Anne Legault Centre du théâtre d'aujourd'hui
- 1991 : Ines Pérée, Inat Tendu Réjean Ducharme TNM
- 1991 : Des restes humains non-identifiées et la vraie nature de l'amour de Brad Fraser, Théâtre de Quat'sous
- 1991 : Peer Gynt d'Henrik Ibsen TNM
- 1990 : Cantate grise de Samuel Beckett théâtre Ubu
- 1990 : La déprime, collectif d'auteurs, Productions La gitane
- 1990 : Billy Strauss de Lise Vaillancourt, Espace Go
- 1990 : L'Apocalypse de Jean, Nouveau théâtre expérimental
- 1987-1989 : Le dortoir, Le rail, Hamlet-Machine de Gilles Maheu, Montréal et tournée Carbone 14
- 1989 : Ce soir on danse  Richard Harris Compagnie Jean-Duceppe
- 1989 : Richard 111  Shakespeare Théâtre du rideau vert/ CNA
- 1987 : Variations sur un temps Nouveau théâtre expérimental
- 1985 : Chandeleur  Maryse Pelletier Centre du théâtre d'aujourd'hui
- 1986 : Souvenirs de Brighton beach  Neil Simon Compagnie Jean-Duceppe
- 1986 : À Beloeil ou ailleurs Nouveau théâtre expérimental
- 1985 : Le testament Marcel Dubé Théâtre de la Marjolaine

## Distinctions
- 1991 : Prix Génie pour son rôle dans le film H[1]
- 1992 : Prix Gémeaux du meilleur second rôle dans la série Blanche
- 1992 : Prix Gascon-Roux du TNMmeilleure interprétation féminine Ines Pérée, Inat Tendu

- 1996 : Nomination Prix Génie pour son rôle dans le film Eldorado[6],[1]
- 1996 :  Nomination Prix gémeaux du meilleur premier  rôle dans la série Sous un ciel variable
- 1998 : Nomination Prix Génie pour son rôle dans le film Le cœur au poing[1]
- 1999 : Prix Gémeaux du meilleur second rôle dans la série Diva
- 1999 : Meilleure interprétation féminine Festival de Mons Le cœur au poing
- 1999 : Prix Jutra meilleure actrice, Le cœur au poing
- 1999 : Nomination Prix gémeaux du meilleur second rôle dans la série Réseaux
- 1999 : Prix Gascon-Roux du TNM meilleure interprétation féminine Les oranges sont vertes
- 1999 : Prix Gascon-Roux du TNM meilleure interprétation féminine   Le temps et la chambre
- 2002 : Nomination Prix gémeaux pour son rôle dans la série Mon meilleur ennemi
- 2002 : Nomination Prix Gemini pour son rôle dans le film The stork derby
- 2002 : Prix Génie pour son rôle dans le film Savage Messiah
- 2006 : Nomination Prix gémeaux dans un premier rôle  dans la série Histoires de filles
- 2006 : Prix Gascon-Roux du TNM meilleure interprétation féminine  Le malade imaginaire
- 2012 : Nomination Prix Génie pour son rôle dans le film The girl in the white coat[8]
- 2022 : Prix d'excellence de la SODEP, Prix portrait ou entrevue, « Où es-tu? » dans L’Inconvénient, no 87[16]